# Elizabeth Lake
Elizabeth Lake är en sjö i Kanada.   Den ligger i provinsen British Columbia, i den centrala delen av landet, 3 000 km väster om huvudstaden Ottawa. Elizabeth Lake ligger 2 262 meter över havet. Den ligger vid sjön Cerulean Lake.
Trakten runt Elizabeth Lake består i huvudsak av gräsmarker. Trakten runt Elizabeth Lake är nära nog obefolkad, med mindre än två invånare per kvadratkilometer.